# Puerto Rico Islanders Football Club
I Puerto Rico Islanders erano una società calcistica portoricana con sede a Bayamón. Fondata nel 2003, la squadra ha militato nelle serie minori statunitensi, la USL First Division e la North American Soccer League, fino al suo scioglimento nel 2012.

## Storia

### USISL
Joe Serralta e altri uomini d'affari portoricani, a inizio anni Novanta, fondano il club calcistico denominato Puerto Rico Islanders. La squadra gioca solo poche partite nel campionato portoricano, poiché Serralta decide di spostare la sede del club a Houston, in Texas, cambiando anche il nome del team in Houston Hurricanes.
Nel 1995, gli Islanders esordiscono nella prima divisione della USISL (ora nota come United Soccer Leagues, o USL).
Nel 2003, Serralta riporta la sede del club in Porto Rico, ma la sua squadra continuerà a militare nella lega statunitense. Si tratta in pratica di una rifondazione a tutti gli effetti, tant'è che anche il nome del club viene modificato, tornando alla vecchia denominazione di "Puerto Rico Islanders FC".
Nella stagione 2004, la prima disputata dopo il ritorno in Porto Rico, il club ottiene dei pessimi risultati (5 vittorie, 6 pareggi e 17 sconfitte). Nel 2005 ci sono però già dei miglioramenti, e gli Islanders mancano di poco la qualificazione ai play-off.

### Stagione 2006
Gli Islanders iniziano la stagione 2006 con la seria intenzione di vincere il campionato. Per raggiungere l'obiettivo, la dirigenza ha messo assieme un gruppo di giocatori talentuosi, tra cui spiccano l'argentino Gustavo Barros Schelotto, il cileno Arturo Norambuena, il canadese Alen Marcina, i portoricani Marco Vélez, Alexis Rivera e Joshua Norkus e, infine, lo statunitense Dan Kennedy.
Le cose cominciano bene e, sotto la guida del coach Jorge Alvial, gli Islanders vincono tre delle prime sei gare della stagione. Alvial però si dimette dall'incarico per diventare un osservatore del Chelsea. Il nuovo allenatore è Toribio Rojas, l'assistente di Alvial.
Nelle ultime due gare della regular season, gli Islanders devono affrontare il Miami FC, che schiera in campo due vecchie glorie del calcio brasiliano: Romário e Zinho. La squadra di Bayamon ha bisogno di 4 punti per qualificarsi ai playoff. Nel primo incontro, nonostante siano sotto per 0-2, gli Islanders riescono a ribaltare il risultato e a vincere per 4-2.
Il 10 settembre 2006 si gioca la seconda sfida contro il club di Miami. È l'ultima gara di campionato e basta un pareggio ai portoricani per raggiungere i playoff. E pareggio sarà, un soffertissimo 1-1 ottenuto al 43º minuto del secondo tempo, grazie a un calcio di rigore.
L'avventura nei playoff è però breve: gli Islanders vengono infatti eliminati nella doppia sfida contro i Charleston Battery.

### Stagione 2007
Nelle amichevoli prima dell'inizio della stagione 2007, gli Islanders ottengono ottimi risultati contro quotati club della Major League Soccer. La rosa inoltre è stata notevolmente migliorata, con l'inserimento di Victor Herrera, Gustavo Avila, Alberto Zapata e Josh Saunders. Il club di Bayamon è a questo punto uno dei favoriti per la vittoria del titolo.
Nonostante le premesse, il campionato inizia male (appena una vittoria nei primi sette incontri). La società decide di sollevare l'allenatore Rojas dall'incarico. Il nuovo allenatore è Colin Clarke, che aveva precedentemente guidato dalla panchina gli FC Dallas. Soprannominato "El General" (il generale) per i suoi modi duri, Clarke conduce la squadra al sesto posto nella regular season.
L'avversaria dei playoff è il temibile Montréal Impact: i canadesi si aggiudicano la gara di andata in casa per 3-2, ma i Puerto Rico Islanders riescono a ribaltare le cose nella gara di ritorno, imponendosi per 3-0. In semifinale gli Islanders se la devono vedere con i Seattle Sounders. La gara di andata viene vinta dai Sounders, che però vengono sconfitti nel match di ritorno. La qualificazione si decide quindi ai rigori, nei quali il club di Seattle riesce a spuntarla per 4-2.

## Palmarès

### Competizioni nazionali
- USSF Division 2 Pro League: 1

2010

### Competizioni internazionali
- Campionato per club CFU: 2

2010, 2011

### Altri piazzamenti
- United Soccer Leagues First Division:

Secondo posto: 2008
- CONCACAF Champions League:

Semifinalista: 2008-2009
- CFU Club Championship:

Finalista: 2009
Terzo posto: 2007, 2012

## Rosa 2012-2013
| N. |                            | Ruolo | Calciatore          |
| -- | -------------------------- | ----- | ------------------- |
| 1  | Inghilterra (bandiera)     | P     | Richard Martin      |
| 2  | Stati Uniti (bandiera)     | D     | Jamie Cunningham    |
| 3  | Porto Rico (bandiera)      | D     | Richard Martínez    |
| 4  | Porto Rico (bandiera)      | D     | Marco Vélez         |
| 5  | Porto Rico (bandiera)      | C     | Noah Delgado        |
| 6  | Porto Rico (bandiera)      | D     | Alexis Rivera Curet |
| 7  | Inghilterra (bandiera)     | A     | David Foley         |
| 8  | Porto Rico (bandiera)      | A     | Joseph Marrero      |
| 9  | Rep. Dominicana (bandiera) | A     | Jonathan Faña       |
| 10 | Guyana (bandiera)          | A     | Gregory Richardson  |
| 11 | Giamaica (bandiera)        | A     | Nicholas Addlery    |
| 14 | Stati Uniti (bandiera)     | C     | Jarad vanSchaik     |
| 15 | Porto Rico (bandiera)      | C     | Andrés Pérez        |
| 16 | Porto Rico (bandiera)      | D     | Anthony Vázquez     |

| N. |                              | Ruolo | Calciatore               |
| -- | ---------------------------- | ----- | ------------------------ |
| 17 | Porto Rico (bandiera)        | C     | Tyler Wilson             |
| 18 | Trinidad e Tobago (bandiera) | C     | Osei Telesford           |
| 19 | Porto Rico (bandiera)        | A     | Víctor Ramos             |
| 20 | Porto Rico (bandiera)        | A     | Josh Hansen              |
| 21 | Giamaica (bandiera)          | C     | Stephen deRoux           |
| 23 | Stati Uniti (bandiera)       | P     | Cody Laurendi            |
| 24 | Trinidad e Tobago (bandiera) | D     | Joustin Fojo             |
| 25 | Stati Uniti (bandiera)       | D     | Christian Ibeagha        |
| 27 | Stati Uniti (bandiera)       | A     | Christian Barreiro       |
| 28 | Ghana (bandiera)             | C     | Yaw Danso                |
| 30 | Guyana (bandiera)            | C     | Chris Nurse              |
| 32 | Grecia (bandiera)            | D     | Paraskevas Pantazopoulos |
| 33 | Stati Uniti (bandiera)       | D     | Jay Needham              |

## Rosa 2009-2010
| N. |                              | Ruolo | Calciatore          |
| -- | ---------------------------- | ----- | ------------------- |
| 1  | Stati Uniti (bandiera)       | P     | Bill Gaudette       |
| 2  | Stati Uniti (bandiera)       | C     | Scott Jones         |
| 3  | Haiti (bandiera)             | C     | James Marcelin      |
| 4  | Trinidad e Tobago (bandiera) | D     | Nigel Henry         |
| 5  | Porto Rico (bandiera)        | C     | Noah Delgado        |
| 6  | Porto Rico (bandiera)        | D     | Alexis Rivera Curet |
| 7  | Giamaica (bandiera)          | A     | Sean Fraser         |
| 8  | Stati Uniti (bandiera)       | C     | Domenic Mediate     |
| 9  | Uruguay (bandiera)           | C     | Martin Nuñez        |
| 10 | Porto Rico (bandiera)        | C     | Petter Villegas     |
| 11 | Giamaica (bandiera)          | A     | Nicholas Addlery    |
| 12 | Stati Uniti (bandiera)       | D     | John Krause         |
| 13 | Haiti (bandiera)             | A     | Fabrice Noël        |

| N. |                              | Ruolo | Calciatore          |
| -- | ---------------------------- | ----- | ------------------- |
| 14 | Stati Uniti (bandiera)       | P     | Justin Myers        |
| 15 | Liberia (bandiera)           | C     | Sandy Gbandi        |
| 16 | Stati Uniti (bandiera)       | D     | Kyle Veris          |
| 17 | Porto Rico (bandiera)        | C     | Andrés Cabrero      |
| 18 | Trinidad e Tobago (bandiera) | C     | Osei Telesford      |
| 19 | Trinidad e Tobago (bandiera) | D     | Kevon Villaroel     |
| 20 | Stati Uniti (bandiera)       | A     | Josh Hansen         |
| 21 | Colombia (bandiera)          | D     | Daniel Ojeda        |
| 23 | Trinidad e Tobago (bandiera) | A     | Kendall Jagdeosingh |
| 24 | Stati Uniti (bandiera)       | C     | Dan Gargan          |
| 25 | Stati Uniti (bandiera)       | P     | Michael Behonick    |
| 26 | Stati Uniti (bandiera)       | D     | Cristian Arrieta    |
| 34 | Porto Rico (bandiera)        | D     | Marco Vélez         |

## Allenatori
- Hugo Maradona (2004-2005)
- Jorge Alvial (2006)
- Toribio Rojas (2006-2007)
- Colin Clarke (2007-2012)